# Джавадян, Артур Юрьевич
Арту́р Ю́рьевич Джавадя́н (арм. Արթուր Ջավադյան; 22 апреля 1964, Ереван) — Посол по особым поручениям Республики Армения, Председатель Совета Фонда “Центр Экономических Перспектив”, Член Совета “Международной Энергетической Корпорации”, Член Совета ЗАО “Банк ВТБ (Армения)”, председатель Совета Армянского института директоров, бывший председатель Центрального банка Армении. Сын Юрия Джавадяна.

## Биография
1971-1981 — Ереванская школа № 30 имени Чкалова.
1981-1986 — факультет механизации Армянского сельскохозяйственного института. Инженер-механик.
20.08.1986-23.12.1986 — Инженер-конструктор, НПО «Армсельхозмеханизация».
1986-1989 — аспирантура Армянского сельскохозяйственного института.
1987-1989 — работал инженером в «Армглавводстрой».
1989-1991 — работал в банке «Ереван» в качестве эксперта, заместителем начальника управления, начальником управления.
1991-1997 — занимал пост председателя правления армянского «Арминвестбанка».
1997-1999 — член совета Центрального банка Армении.
1998-2008 — занимал пост армянского директора Черноморского банка торговли и развития, председателя комитета по аудиту.
1999-2000 — советник председателя правления «Арминвестбанка» по финансовому мониторингу.
2000-2001 — советник председателя Центрального банка Армении.
2001-2003 — член правления Центрального банка Армении.
01.09.2003-20.10.2003 — советник председателя, Центральный Банк РА.
2003-2008 — заместителя председателя Центрального банка Армении.
2008-2020 — Председатель Центрального банка Республики Армении.
16.06.2020 —   Посол по особым поручениям Республики Армения.
13.07.2020 — Основатель/председатель Совета Фонда «Центр Экономических Перспектив».
03.2021 — Член Совета “Международной Энергетической Корпорации”.
30.04.2021 — Член Совета ЗАО “Банк ВТБ (Армения)”.
15.07.2021 — Председатель Совета Армянского института директоров.

## Дополнительная деятельность
- 1998-2008 Директор от Республики Армения в совете Директоров Черноморского банка торговли и развития, член, председатель аудиторского комитета.
- 2008 -2020 Управляющий օт Республики Армения в совете Управляющих Черноморского банка торговли и развития.
- 2020 июне переназначен Управляющим օт Республики Армения в совете Управляющих ЧБТР.
- 2001– 2020 сопредседатель наблюдательного совета Немецко-армянского Фонда, KFW.
- 2008– 2020 председатель попечительского совета «Фонд гарантирования возмещения вкладов».
- 2008– 2020 Член совета «Межгосударственный банк».
- 2017-2019 Председатель совета «Межгосударственный банк».
- 2008-2018 назначен вице-управляющим от РА в совете управляющих МВФ.
- 2018 назначен Управляющим от РА в совете Управляющих МВФ.
- 2021- Председатель Совета Армянского института директоров.

## Государственные награды
- Награждён медалью Анании Ширакаци по указу Президента РА в 2011 г.
- Награждён медалью «Вачагана Берпашта» Президентом непризнанной Республики Арцах
- Награжден медалью «За заслуги перед Отечеством» 2-й степени по указу Президента РА в 2015 г.
- Награждён орденом «Месроп Маштоц» Президентом Республики Арцах в 2017 г.
- Награждён Министро мобороны РА медалью «Завоенноесотрудничество» в 2019 г.
- Получил медаль «За сотрудничество» от Национального Банка Кыргызской Республики в 2020 г.